# XX (альбом)
XX — компиляционный альбом американской альтернативной метал группы Mushroomhead, выпущенный 4 декабря 2001 году на лейбле Universal Records. Изначально альбом был издан на независимом лейбле Eclipse Records 8 мая 2001 года, но продав за 2-3 месяца 40,000 копий альбома группа перешла к другому лейблу. Альбом был отремастирован и переиздан в других странах. Данный релиз представляет собой сборник композиций из альбомов Mushroomead, Superbuick и M3. В музыкальном плане, альбом выполнен в жанре альтернативный метал, который сочетает в себе такие жанры, как: индастриал, готик-рок, панк-рок и хип-хоп. По словам журнала CJM на альбоме «используют фортепьяно, чистый вокал и сложные песенные структуры, что походит на King for a Day... Fool for a Lifetime группы Faith No More». XX стал последним релизом, в котором участвовал гитарист Джон Секула — его заменил Марко Вукчевич, ранее исполнявший роль диджея, а также это первый альбом, в записи которого участвует новый участник группы — Рик Томас.
Альбом дебютировал на 40 строчке американского хит-парада Billboard 200, а его продажи составили 400,000 копий по всему миру.

## Об альбоме
Первоначально альбом XX был выпущен на инди-лейбле Eclipse Records 8 мая 2001 года, но через некоторое время группа заключила контракт с мейджор-лейблом Universal Records и перезаписала для него данный релиз, дополнив альбом несколькими новыми композициями, отремастировав его и переиздав. В этот период Mushroomhead покинул ритм-гитарист Джон Секула, которого заменил Марко Вукчевич, ранее сидевший за диджей-пультом, в то время как место Марко занял Рик Томас.
Издание Universal Records включает песни «Fear Held Dear», «Too Much Nothing» и кавер-версию композиции Pink Floyd «Empty Spaces». На концертах этот кавер стал вступлением к песне «Born of Desire» (до этого группа использовала в качестве интро «Slow Thing»). Издание Eclipse Records, в свою очередь, содержит инструментальный трек «Epiphany», также трек «Bwomp» содержит в конце запись телефонного пранка.
На песни с XX было снято два видеоклипа. Первым стало видео на композицию «Solitare/Unraveling» (режиссёр Динн Карр). Видео снято в ангаре самолетов в Южной Калифорнии и показывает группу в специально разработанных масках. Второй клип был снят на «Before I Die». Этот клип также можно найти в первом DVD группы — Vol.1. Данные композиции транслировали на разных каналах, в числе прочих Uranium, MTV2 и MT2 Rocks.

## Список композиций
| №   | Название                                       | Первоначальный релиз | Длительность |
| --- | ---------------------------------------------- | -------------------- | ------------ |
| 1.  | «Before I Die»                                 | M3                   | 3:13         |
| 2.  | «Bwomp»                                        | Superbuick           | 6:23         |
| 3.  | «Solitaire/Unraveling»                         | M3                   | 4:37         |
| 4.  | «These Filthy Hands»                           | Superbuick           | 5:22         |
| 5.  | «Never Let It Go»                              | Superbuick           | 4:41         |
| 6.  | «Xeroxed»                                      | M3                   | 2:52         |
| 7.  | «The Wrist»                                    | Superbuick           | 5:09         |
| 8.  | «Chancre Sore»                                 | Superbuick           | 2:35         |
| 9.  | «The New Cult King»                            | M3                   | 5:12         |
| 10. | «Born of Desire»                               | M3                   | 4:00         |
| 11. | «43»                                           | Mushroomhead         | 5:01         |
| 12. | «Epiphany»                                     |                      | 2:55         |
| 13. | «Episode 29»                                   | Mushroomhead         | 1:35         |
| 43. | «Bwomp" (Extended Version) "Dark and Evil Joe» | Superbuick M3        | 14:51        |

| №   | Название                          | Первоначальный релиз | Длительность |
| --- | --------------------------------- | -------------------- | ------------ |
| 1.  | «Before I Die»                    | M3                   | 3:13         |
| 2.  | «Bwomp»                           | Superbuick           | 6:26         |
| 3.  | «Solitaire/Unraveling»            | M3                   | 4:27         |
| 4.  | «These Filthy Hands»              | Superbuick           | 5:23         |
| 5.  | «Never Let It Go»                 | Superbuick           | 4:41         |
| 6.  | «Xeroxed»                         | M3                   | 2:57         |
| 7.  | «The Wrist»                       | Superbuick           | 5:09         |
| 8.  | «Chancre Sore»                    | Superbuick           | 2:36         |
| 9.  | «The New Cult King»               | M3                   | 5:10         |
| 10. | «Empty Spaces» (Pink Floyd cover) |                      | 1:51         |
| 11. | «Born of Desire»                  | M3                   | 4:01         |
| 12. | «43»                              | Mushroomhead         | 4:32         |
| 13. | «Fear Held Dear»                  | Superbuick           | 2:18         |
| 14. | «Too Much Nothing»                | Mushroomhead         | 3:10         |
| 15. | «Episode 29»                      | Mushroomhead         | 1:36         |
| 43. | «Bwomp» (Extended Version)        | Superbuick           | 9:58         |

| №   | Название                | Длительность |
| --- | ----------------------- | ------------ |
| 16. | «Fear Held Dear» (Live) | 2:24         |
| 17. | «The Wrist» (Live)      | 5:32         |

## Участники записи
| Mushroomhead - Джеффри Хэтрикс — вокал - Джейсон Попсон — вокал - Дэйв Фелтон — соло-гитара - Джон Секула — ритм-гитара (только в издании Eclipse) - Марко Вукчевич — ритм-гитара, семплы (только в издании Universal) - Джек Килкойн — бас-гитара - Том Шмитц — клавишные - Рик Томас — тёрнтейблизм, семплы - Стив Фелтон — барабаны Приглашённые музыканты - Скотт Эджелл — бэк-вокал | Производственный персонал - Стив Фелтон — продюсер - Mushroomhead — продюсеры - Билл Корецки — звукорежиссёр - Пэт Льюис — звукорежиссёр - Тоби Райт — микширование - Эллиот Блэкей — ассистент микширования - Стивен Маркуссен — мастеринг - Ванесса Солоуай — фотограф, художественное оформление |